# Partula martensiana
Partula martensiana é uma espécie de gastrópode da família Partulidae.
É endémica de Micronésia.